# Józef Balsamo
Józef Balsamo – powieść historyczna Aleksandra Dumasa (ojca), stanowiącą pierwszą z pięciu części cyklu Pamiętniki lekarza. Książka wydana w odcinkach w gazecie francuskiej La Presse pomiędzy 1846 a 1849 rokiem, została zainspirowana postacią hrabiego Cagliostro (właśc. Giuseppe Balsamo). Opowiada ona o jego dążeniach do obalenia monarchii francuskiej. Tłem tych działań są romans Ludwika XV z hrabiną du Barry oraz początek nieszczęśliwego związku Marii Antoniny z Ludwikiem XVI. Pomiędzy losy bohaterów historycznych została wpleciona historia rodziny Taverney i służącego rodzinie Honoriusza Gilberta, późniejszego ucznia Balsama.

## O powieści
Józef Balsamo powstał w szczytowym okresie twórczości powieściowej Dumasa. W dwa lata po Trzech muszkieterach, w rok po Hrabim Monte Christo i Królowej Margot, rozpoczął powieściopisarz pracę nad pierwszym tomem czterotomowego cyklu, który miał ukończyć dopiero w 1855. Powieść ukazywała się w odcinkach w czasopiśmie La Presse w latach 1846-1849. Podobnie jak przy innych produkcjach historycznych tego okresu współpracownikiem Dumasa był August Maquet, który przygotowywał brulion powieści, dbał o realia historyczne, wyszukiwał anegdoty, co Dumas uzupełniał o dialogi, rysunek postaci, intrygujące szczegóły i mistrzowskie zakończenia rozdziałów.
Akcja powieści rozpoczyna się 6 maja 1770, a kończy 9 maja 1774 roku. Całość akcji powieściowej jest podporządkowana tajemniczym machinacjom głównego bohatera, mającym na celu obalenie monarchii i zaprowadzenie republiki we Francji, które miałyby stanowić pierwszy krok do wprowadzenia prawdziwie sprawiedliwego porządku politycznego w Europie. Na tle miłości króla Ludwika XV do madame du Barry i pierwszych kroków przyszłej królowej Marii Antoniny we Francji snuje autor opowieść o politycznych intrygach i nieszczęśliwej miłości, które splatają się w ciąg zdarzeń popychających Francję ku politycznej przepaści.

## Postacie fikcyjne
- baron de Taverney – zubożały arystokrata, w latach młodzieńczych towarzysz broni marszałka Richelieu.
- Filip de Taverney kawaler de la Maison-Rouge – syn starego barona, starszy brat Andrei
- Andrea de Taverney – córka barona, w chwili, gdy powieść się rozpoczyna 16-letnia.
- Honoriusz Gilbert – młody parobek który chce zostać lekarzem.
- Sebastian Gilbert – dziecko Gilberta i Andrei
- pani Pitou – wdowa, wychowuje Sebastiana

## Postacie historyczne
- Józef Balsamo – główny bohater powieści. Dumas wkłada nań zadanie obalenia monarchii we Francji i doprowadzenia do ustanowienia republiki.
- Lorenza Balsamo z domu Feliciani – żona Balsama, rzymska mieszczanka. W początkach małżeństwa Balsamo stręczył ją do prostytucji, z której małżonkowie się utrzymywali. W powieści Dumas czyni z niej dziewicę-medium, która kocha męża, będąc w transie, a nienawidzi na jawie. Powieściowa Lorenza ginie w Paryżu z ręki Altotasa. W rzeczywistości przeżyła swego męża[2].
- Altotas – alchemik głoszący, że odkrył kamień filozoficzny, nauczyciel Balsama, zmarł na Malcie w drodze powrotnej z odbytej wspólnie z Balsamem podróży do Egiptu. W powieści szuka eliksiru życia, do którego potrzebuje krwi dziewicy; w tym celu zabija Lorenzę, nie wiedząc, że straciła już ten przymiot i umiera w męczarniach. W rzeczywistości nigdy nie spotkał Lorenzy. Balsamo poślubił ją po powrocie z podróży w kwietniu 1768 roku[3].
- Ludwik XV – król Francji.
- Madame du Barry – królewska faworyta, w powieści Dumas dodaje jej fikcyjnego brata i siostry Chon i Bischi. Jej prezentacja u dworu miała miejsce o rok wcześniej aniżeli w powieściː 22 kwietnia 1769 roku. Madame du Barry rzeczywiście spóźniła się na prezentację, choć nie z przyczyn opisanych w powieści, chciała zrobić większe wrażenie na oczekujących[4].
- Zamora – paź hrabiny du Barry, murzynek, z powodu jej kaprysu mianowany przez króla gubernatorem zamku w Luciennes. Odegrał szczególnie złowieszczą rolę podczas procesu pani du Barry w grudniu 1793 roku, który zakończył się skazaniem jej na śmierć przez zgilotynowanie[5]
- Angelika Karolina Weronika hrabina de Béarn – uboga arystokratka z prowincji, która w zamian za pokrycie jej długów przez króla zgodziła się być matką chrzestną pani du Barry. Pod wpływem ostracyzmu społecznego udała chorobę, nie wpłynęło to jednak na zmianę decyzji królewskiej i ostatecznie uczestniczyła w prezentacji[4]. W powieści wpada przypadkowo u pani du Barry na Chon i uznając, że zaproponowano jej zbyt małe wynagrodzenie, wylewa sobie garnek wrzącej czekolady na nogę. Ostatecznie zamiast zaproponowanych pierwotnie stu tysięcy wytargowuje ponad pół miliona.
- Delfin – wnuk Ludwika XV, późniejszy król Ludwik XVI, mąż Marii Antoniny.
- Maria Antonina – córka cesarzowej Austrii, następczyni tronu Francji, później żona Ludwika XVI.
- Adelajda, Wiktoria i Zofia – trzy bezżenne córki Ludwika XV, w powieści przedstawione jako zajadłe przeciwniczki madame du Barry.
- Ludwika Maria – najmłodsza córka Ludwika XV. Na początku powieści wstępuje do zakonu karmelitanek w Saint-Denis, chce modlitwą odkupić postępowanie ojca. Jest jednym z proroków upadku monarchii. Lorenza próbuje u niej bezskutecznie uzyskać pomoc przed ścigającym ją mężem.
- księżna de Grammont – siostra ministra Choiseula, bliska przyjaciółka pani Pompadour. Po jej śmierci, mimo że mężatka, próbowała zdobyć stanowisko królewskiej metresy, jednak bez powodzenia. W powieści, w przeddzień prezentacji pani du Barry, zatrzymuje jej fryzjera i suknię oraz uprowadza jej karetę. Jest też inicjatorką nieudanego bojkotu prezentacji.
- Étienne-François de Choiseul – pierwszy minister Ludwika XV, przywódca stronnictwa dewotów, przeciwnik pani du Barry. W powieści to ona staje się przyczyną jego upadku, choć w rzeczywistości niemały wpływ na dymisję ministra miał kryzys związany z parlamentem paryskim.
- książę de Richelieu i jego kuzyn diuk d'Aiguillon.
- René Nicolas Charles Augustin de Maupeou – ostatni kanclerz Francji.
- Antoine de Sartine – minister policji w latach 1759-1774. Dumas pisze jego nazwisko "Sartines".
- kardynał de Rohan – ambasador Francji przy dworze wiedeńskim, towarzysząc Marii Antoninie poznaje w Taverney Balsama, u którego potem zapożycza się na ogromną sumę 500 tysięcy liwrów. Balsamo zażąda zwrotu tej kwoty w Naszyjniku królowej.
- Jean-Jacques Rousseau – stary uczony, w powieści staje się opiekunem Gilberta.
- Jussieu – botanik, w powieści pomaga Chon du Barry odzyskać Gilberta.
- Joseph Ignace Guillotin – wynalazca gilotyny. Jest chirurgiem w Hôtel Dieu, przeprowadzającym operację amputacji nogi nieszczęśnikowi, którego Balsamo znieczulił, by ukazać materialiście Maratowi znaczenie duszy.
- Jean-Paul Marat – doktor ratujący życie dziesiątkom poszkodowanych podczas tragicznej nocy fajerwerków. Udziela między innymi pomocy rannemu Gilbertowi.
- Emanuel Swedenborg – szwedzki naukowiec, filozof i mistyk. W powieści przewodniczy zgromadzeniu na Górze Grzmotów jako przedstawiciel Szwecji.

## Streszczenie

### Prolog
Akcja powieści rozpoczyna się 6 maja 1770 w okolicy Wormacji. Józef Balsamo udaje się samotnie na Górę Grzmotów na spotkanie wolnomularskie, któremu przewodniczy szwedzki filozof i mistyk Swedenborg. Daje się tam rozpoznać, jako Wielki Kopta i ujawnia swój plan zburzenia w ciągu najbliższych dwudziestu lat monarchii we Francji i zaprowadzenia republiki, jedynej władzy, która weźmie w opiekę lud. Znakiem sprzysiężonych ma być LPD - Lilia pedibus destrue (zdeptaj lilię nogami).

### Siedziba Taverneyów
Tytułowy bohater wyrusza do Francji w towarzystwie starego mistrza Altotasa i żony, Lorenzy. Dusza Lorenzy ma dwie osobowości – jedna to Lorenza katoliczka, która go nienawidzi, jako bezbożnika, druga zaś jest nim zafascynowana i kocha go. Niestety ta druga ujawnia się dopiero wtedy, gdy dziewczyna jest w hipnozie. Balsamo uratował dziewczynę podążającą do klasztoru w Subiaco przed zbójcami, których był hersztem. Podczas pobytu w klasztorze ulegała coraz silniejszej wręcz magnetycznej skłonności ku niemu. W czasie składania ślubów popadła w letarg i jako zmarłą miano ją pochować, gdy nocą zjawił się Balsamo. Lorenza w transie uciekła z ukochanym i poślubiła go.
Na trakcie z Saint-Mihiel do Bar-le Duc dosięga podróżnych burza i unieruchamia powóz. Korzystając z okazji Lorenza ucieka. Balsamo przy pomocy Gilberta, służącego w Taverney, dociera do starego walącego się zamku Taverneyów-Maison-Rouge. Spotyka tam młodą służącą Nicole Legay, która wyglądem jest łudząco podobna do przyszłej żony następcy tronu francuskiego, Marii Antoniny. Nocą Balsamo wykorzystuje mediumiczne zdolności córki barona de Taverney, Andrei i dowiaduje się dokąd uciekła jego żona oraz że orszak Marii Antoniny zbliża się do Taverney, w asyście młodego syna barona, Filipa. Maria Antonina uczyniła ślub, że uszczęśliwi rodzinę pierwszego spotkanego Francuza, a był nim Filip de Taverney. W ogrodowej altanie Balsamo podejmuje przyszłą królową i objawia jej dramatyczną przyszłość jej nowej rodziny i jej samej. Maria Antonina zabiera do Paryża, zgodnie z uczynionym ślubem wszystkich Taverneyów. Za swą panią udaje się tam również Nicole, która rozczarowana brakiem wzajemności Gilberta, zwraca swe serce ku młodemu oficerowi Beausire'owi.

### Madame du Barry i prezentacja u dworu
W zamku pozostaje tylko, zakochany w Andrei, Gilbert, który postanawia ruszyć w pogoń za ukochaną. Po drodze mdleje z wyczerpania i zostaje zabrany do karety przez Chon du Barry, siostrę metresy królewskiej. W La Chaussée Chon spotyka brata Jana. W punkcie wymiany koni Jan du Barry próbuje zabrać siłą konie przyszłej żony delfina. W jej obronie staje młody Filip, dochodzi do pojedynku, w którym wicehrabia Jan zostaje ranny w rękę. Jego siostra próbuje, wobec króla, wykorzystać ten incydent przeciw pierwszemu ministrowi, Choiseulowi. Ze swej strony Choiseul i delfin starają się osłabić stronnictwo du Barry'ch, żądając wygnania wicehrabiego Jana. Król nie chcąc się narażać żadnej ze stron wymyka się do Marly.
Hrabina du Barry marzy o tym, by być zaprezentowaną u dworu, co zapewniłoby jej wstęp do Wersalu, Fontainebleau i Marly i wzmocniło jej pozycję przy królu. Stronnictwo nieprzychylne hrabinie stara się przyspieszyć przyjazd Marii Antoniny, który znacznie utrudniłby prezentację. W swej zaciekłości jednak irytuje króla, który opóźnia przyjazd przyszłej synowej o tydzień. Hrabina potrzebuje do prezentacji matki chrzestnej, dwórki królewskie odmawiają jej jednak tej grzeczności. Wyszukała więc ubogą hrabinę de Béarn uwikłaną w kosztowny proces. W celu jej pozyskania Chon jeździła do zamku hrabiny na brzegi Mozy, gdzie przedstawiła się jako córka adwokata hrabiny de Béarn, Flageota, przynosząc wiadomość, że sprawa hrabiny wraca na wokandę. Stara pieniaczka natychmiast wyrusza do Paryża. Jej prawnik nic nie wie o wokandzie, otrzymuje jednak w trakcie rozmowy powiastkę, że sprawa będzie rozpatrywana za dwa dni przez wicekanclerza de Maupeou. Adwokat radzi jej zjednać sobie kanclerza. De Maupeou odsyła hrabinę do madame du Barry, która ma bezpośredni przystęp do króla. Ostatecznie po licznych perypetiach hrabina de Béarn zgadza się zostać matką chrzestną madame du Barry za kwotę przekraczającą pół miliona liwrów. Kiedy termin prezentacji zostaje ustalony przeciwnicy hrabiny pozbawiają ją fryzjera, sukni i karety. Z pomocą przychodzi jej wówczas książę de Richelieu i madame du Barry zostaje oficjalnie zaprezentowana przed królem. Podczas prezentacji rozpoznaje Józefa Balsama, który przed kilku laty przepowiedział jej, że zostanie królową Francji i otrzymał obietnicę spełnienia każdej prośby z jaką się wówczas zwróci.

### Przygody Gilberta
Gilbert zamieszkał z Chon najpierw w Wersalu, a potem w zamku jej siostry w Luciennes. Upokorzony przez Chon uciekł i przez kilka dni błąkał się po lasach, aż spotkał starego botanika zbierającego zioła. Staruszek zabrał go do Paryża, zapewnił mu lokum i płatną pracę przy przepisywaniu nut. Na miejscu Gilbert odkrył, że jest on jego ukochanym mistrzem Janem Jakubem Rousseau. Gilbert zwierza się mistrzowi, że pragnie zostać lekarzem. W dniu zaślubin delfina z Marią Antoniną udał się do Saint-Denis, mając nadzieję zobaczyć Andreę. Andrea traktuje go jednak wzgardliwie, natomiast jej brat, wzruszony jego sytuacją, chce się z nim podzielić zawartością swej sakiewki, ale dumny młodzieniec odmawia.
Do Saint-Denis, pod opiekę przeoryszy Marii Ludwiki, córki królewskiej, chroni się uciekająca przed Balsamem Lorenza, twierdząca, że nienawidzi tego mężczyzny. Kiedy jednak zjawia się Balsamo, wprowadza ją w trans i Lorenza wyznaje, że go kocha i że jest jego żoną, z czego nie zdawała sobie sprawy na jawie. Maria Ludwika jest oszołomiona. Z Balsamem próbuje jeszcze walczyć kardynał de Rohan, ale mag przypomina mu o pewnym kompromitującym go liście, w którego posiadanie wszedł przypadkiem oraz o długu wynoszącym pięćset tysięcy liwrów, który mógłby, jako człowiek robiący złoto, wyrównać. Oponenci poddają się.

### Miłość Gilberta
Po uroczystości Gilbert śledzi powóz Taverneyów i przekonuje się, że mieszkają przy sąsiedniej ulicy w pałacu z ogrodem, który widzi z okna swego pokoju. Hrabina du Barry dowiaduje się mimochodem od króla, że wpadła mu w oko córka Taverneyów. Zagrożone utratą wpływu na króla rodzeństwo wynajmuje mieszkanie w kamienicy, w której mieszka Gilbert, żeby śledzić Andreę i ją skompromitować. Odkrywają, że dziewczynę śledzi również z ukrycia Gilbert i próbują go odzyskać. Minister policji odmawia jednak porwania go z mieszkania Rousseau, obawiając się reakcji braci literackiej. Du Barry muszą wydobyć Gilberta podstępem.
Tymczasem 30 maja wieczorem na placu Ludwika XV podczas pokazu sztucznych ogni dochodzi do eksplozji. Przerażony tłum rzuca się do ucieczki, tratując się nawzajem. Gilbert ratuje mdlejącą Lorenzę i nieprzytomną oddaje Józefowi Balsamo. Sam traci przytomność i zostaje mocno poturbowany. Po kilku godzinach odnajduje go wśród poległych Rousseau i, szukający Andrei, Filip. Chłopak powoli powraca do zdrowia. Po kilku dniach spuszcza się po rynnie do ogrodu Andrei i dowiaduje się, że dziewczyna nie wie kto ją ocalił, i że żona delfina pragnie mieć Andreę przy sobie w Petit Trianon. Chłopak jest zrozpaczony. Nie ma nadziei, by się tam za nią mógł dostać. Tymczasem botanik Jussieu, realizując podstęp pań du Barry, zaprasza Rousseau'a i Gilberta na wycieczkę. Po drodze wstępują do pawiloniku, w którym spotykają obydwie intrygantki. Rousseau, który nie cierpi pań du Barry, a które Gilbert najwyraźniej zna, uznaje się za oszukanego i wyrzeka się ucznia. Chon, by udobruchać Gilberta, obiecuje spełnić każde jego życzenie. Chłopak, zgodnie z oczekiwaniem sióstr, prosi o posadę ogrodnika w Petit Trianon.

### Upadek Choiseula
Hrabina du Barry i marszałek Richelieu zawiązują spisek przeciw ministrowi Choiseulowi. Hrabina wykorzystuje kilkudniową nieobecność u niej króla, jako dowód wpływów ministra na króla i stawia kochankowi ultimatumː albo ona odchodzi albo on zwolni ministra. Król stosuje fortelː przyrzeka na piśmie, że jutro podziękuje Choiseulowi, po czym rzeczywiście następnego dnia skład mu serdeczne podziękowania. Spiskowcy, dzięki kardynałowi de Rohan, docierają do Balsama. Balsamo, robi furorę w Paryżu odwiedzając jako pruski hrabia Foenix znakomite osobistości i przedstawiając zmyślone historie o sobie (np. taką, że jadł obiad z Piłatem). Twierdzi, że żyje już od setek lat i za każdym razem, gdy umiera, za chwilę odradza się jako młody człowiek. Jednocześnie ciągle knuje intrygę mającą na celu obalenie monarchii. Jej pierwszym etapem ma być upadek ministra Choiseula. Dzięki kurierowi, jak on masonowi, wchodzi na chwilę w posiadanie listu hrabiny de Grammont do brata ministra, kompromitującego szefa rządu. Lorenza w stanie hipnozy odczytuje ten list, a Balsamo zapisuje jego treść. Hrabinie du Barry i Richelieu'mu odczytuje treść listu, a przy pomocy Lorenzy, przemawiającej zza ściany ujawnia treść odpowiedzi Choiseula i miejsce ukrycia listu. Kompromitująca korespondencja staje się przyczyną upadku ministra. Wbrew swym nadziejom nowym ministrem nie zostaje jednak Richelieu. Zauważywszy, że hrabina otoczyła względami jego synowca diuka d'Aiquillon, postanawia się zemścić. Chce zachwiać pozycją niedawnej sojuszniczki, popychając króla w ramiona Andrei de Taverney.

### Intrygi marszałka
Marszałek Richelieu, widząc zainteresowanie króla Andreą, prosi go o wyposażenie jej brata, mianowanego dzięki żonie delfina w potrzebną mu kompanię wojska. Po czym udaje się do barona de Taverney powiadomić go o łasce królewskiej i zainteresowaniu króla Andreą, roztaczając przed baronem widoki awansu społecznego. Dla własnych celów zabiera do Trianon z domu hrabiego Nicole, pod pretekstem podniesienia prestiżu Andrei. Podobieństwo służki do Marii Antoniny niweluje farbując na czarno jej włosy.
Mianowanie przez króla, pod wpływem hrabiny du Barry, diuka d'Aiquillon dowódcą szwoleżerów rozwściecza parlament paryski, od kilku lat pozostający w ostrym sporze z diukiem, który z tego powodu musiał się nawet ukrywać. Sędziowie parlamentu ogłaszają wyrok pozbawiający d'Aiquillona tytułu para Francji. Richelieu, który przed wydaniem wyroku zwodził synowca, triumfuje i radzi mu udać się po pomoc do hrabiny. Rada nie okazuje się szczęśliwa dla marszałka. Hrabina uzyskuje u króla unieważnienie wyroku. Parlamentarzyści postanawiają wstrzymać pracę sądu do czasu oddalenia przez króla d'Aiquillona. Richelieu gra na dwa frontyː sekunduje członkom parlamentu i wysyła oburzoną bezczynnością sądów hrabinę de Béarn do madame du Barry. Pani du Barry przy pomocy hrabiny de Béarn nakłania króla do odbycia sądu królewskiego, zwanego łożem sprawiedliwości. Król odbywa sąd, nakazując zbuntowanym sędziom powrót do trybunału i grożąc wygnaniem.

### Tragedia Balsama
Balsamo rozwija działalność loży wolnomularskiej Niewidzialnych w Paryżu. Próbuje do niej wciągnąć Rousseau'a, ale udaremnia mu to popędliwy, pragnący natychmiastowej rewolucji Marat. Balsamo próbuje przekonać Marata, że jego materializm jest zaślepieniem. Ukazuje mu potęgę ducha. Najpierw hipnotyzuje pacjenta, o którym lekarze orzekli, że nie przeżyje operacji z bólu. Pacjent nie tylko nie czuje bólu, ale oderwawszy się od ciała odczytuje swą przyszłość. Potem hipnotyzuje gospodynię Marata, która ukradła mu zegarek. Zahipnotyzowana, po walce, przyznaje się do kradzieży i prowadzi Marata do miejsca ukrycia zegarka.
Lorenza błaga męża by ją uwolnił lub zabił. Próbuje targnąć się na swoje życie. Balsamo udaremnia tę próbę, ale zostawia krwawy ślad na mechanizmie zamykającym pokój i Lorenzie udaje się uciec ze szkatułką zawierającą kompromitujące Balsama dokumenty. Balsamo udaje się do Trianon i hipnotyzuje Andreę. Dowiaduje się, że Lorenza udała się do szefa policji pana de Sartines. Balsamo hipnotyzuje ją na odległość. Lorenzie udaje się jednak wcześniej przekazać szkatułkę z dokumentami panu de Sartines. Balsamo przybywa do pana de Sartines. Nakazuje uśpionej Lorenzie powrócić do domu i próbuje szantażować pana de Sartins, czekając na zjawienie się pani du Barry, która przed laty zobowiązała się spełnić każde jego życzenie. Pani du Barry żąda zwrotu szkatułki i minister musi ulec. Podejmuje jeszcze następnego dnia próbę interwencji u króla, ale pani du Barry udaremnia ją na zgubę monarchii. Balsamo odwdzięcza się jej eliksirem przedłużającym młodość.
Po powrocie do domu postanawia poświęcić sławę i plany polityczne dla miłości Lorenzy. Spędza z nią trzy upojne dni i noce. Okazuje się, że Lorenza nie tylko nie utraciła swych zdolności mediumicznych, ale jeszcze je rozwinęła. Niestety pod nieobecność Balsama, Altotas, który nie potrafi się u ucznia doprosić trzech ostatnich kropel krwi dziecka lub dziewicy, potrzebnych mu do odmłodzenia się, zabiera zahipnotyzowaną Lorenzę z jej pokoju i zabija. Sporządzony z jej krwi eliksir zabija go, bo Lorenza nie była już dziewicą. Balsamo popada w rozpacz. Jego towarzysze iluminaci oskarżają go o zdradę, milkną jednak wobec ogromu jego tragedii.

### Andrea w Trianon
Tymczasem Ludwikowi XV coraz bardziej podoba się młoda Andrea. Przekazuje jej przez marszałka drogocenną kolię w uznaniu jej występu w próbie opery Rousseau'a. Marszałek nakłania ojca Andrei do uznania umizgów króla. Wysyła również Filipa do przyznanego mu przez króla pułku. Zaniepokojona Andrea natyka się w parku na Gilberta, który wyznaje jej swą miłość. Wzgardzony poprzysięga swej dręczycielce zemstę. Marszałek przekupuje Nicole, strasząc ją ujawnieniem jej romansu z Beausire'm. Nicole wlewa do szklanki Andrei krople nasenne otrzymane od marszałka, zostawia drzwi mieszkania swej pani otwrte i ucieka. Plany króla i marszałka niweczy Balsamo, który przyzywa dziewczynę, poszukując swej zbiegłej żony, hipnotyzuje ją i zapomina wybudzić. Pogrążoną w letargu odnosi do jej pokoju Gilbert. Król, który zjawia się chwilę później, uznaje zimną i zsiniałą dziewczynę za martwą. Bezbronną Andreę wykorzystuje seksualnie, w akcie zemsty, Gilbert.

### Ciąża Andrei
Andrea zaczyna odczuwać mdłości i zawroty głowy. Wezwany przez żonę delfina lekarz orientuje się, że dziewczyna jest brzemienna. Przez omyłkę naprowadza na ten trop Filipa, który wrócił z Reims, nie doczekawszy się awansu. Andrea przekonuje brata, że w jej życiu nie było żadnego mężczyzny. Jedynym, którego podejrzewa jest Balsamo. Nie potraafi mu nic zarzucić, jest jednak świadoma trzykrotnego stanu transu, w jakim się znalazła w Taverney, na placu Ludwika XV i w dniu ucieczki Nicole. Filip postanawia sprawę wyjaśnić. Balsamo fatyguje się do Trianon, hipnotyzuje Andreę i dziewczyna odtwarza w transie wydarzenia feralnej nocy. Podsłuchujący zdarzenie Gilbert ucieka w popłochu.
Targany paroksyzmami gniewu, pychy i wyrzutami sumienia chłopak chce popełnić samobójstwo. Jego dawny mistrz, Rousseau, po gwałtownej rozmowie, przekonuje go, że ma obowiązek żyć. Chłopak udaje się do Balsama, przedstawia mu okoliczności, w których dopuścił się gwałtu na Andrei i czarnoksiężnik postanawia mu pomóc. Wystawia mu asygnatę na sto tysięcy liwrów, która ma olśnić i skłonić barona de Taverney do oddania Gilbertowi córki. Baron jednak rozmówiwszy się z synem i wziąwszy od niego królewski prezent, wyjechał do Taverney. W pałacyku przy ulicy Coq-Heron Gilbert zastaje tylko Andreę. Wyznaje jej prawdę o wydarzeniach owej fatalnej nocy. Proponuje, że ożeni się z nią i razem wychowają ich dziecko. Andrea, odkrywszy prawdę, jest wstrząśnięta i ze wzgardą wypędza Gilberta. Upokorzony po raz drugi chłopak postanawia nie pozostawić dziecka w rękach gardzącej ojcem matki. Zwraca Balsamowi asygnatę i prosi o dwadzieścia tysięcy na wychowanie dziecka oraz o przeszmuglowanie go do Ameryki. Balsamo spełnia obydwie prośby. Gilbert otrzymuje pieniądze i list polecający na statek odpływający z Hawru 15 grudnia 1772 roku. Czarnoksiężnik obiecuje uczynić go swym uczniem w Ameryce, do której się również wybiera.

### Finał
W końcu Andrea rodzi synka. Nienawidzi go od pierwszej chwili i każe zabrać sprzed swych oczu, ale ochłonąwszy, pojmuje, że jednak kocha to niemowlę. Okazuje się jednak, że dziecko porwał Gilbert. Honoriusz wywozi syna do Haramont, małej wioski ukrytej w puszczy w pobliżu Villiers Cotterets, nadaje mu imię Sebastian i oddaje pod opiekę młodej wieśniaczki, Magdaleny Pitou, zapewniając mu uposażenie, zdeponowane u notariusza, na piętnaście lat z góry. Sam przemyka do Hawru, gdzie okrętuje się na statku płynącym do Ameryki. Z Hawru wysyła list do Andrei. Filip Taverney, dowiedziawszy się z listu o porwaniu dziecka rusza w pościg za Gilbertem. Natyka się na zbiega dopiero po kilku tygodniach żeglugi, podczas postoju statku na Azorach. Żąda oddania dziecka. Gilbert jednak odmawia. Nie chce, by dziecko zostało wychowane w pogardzie dla ojca. Filip chce się pojedynkować, ale Gilbert odmawia walki. Młody Taverney strzela mu więc w serce i odchodzi – Honoriusz nawet się nie broni.
Blisko dwa lata później, 9 maja 1774 roku, umiera Ludwik XV. Pani du Barry popada w niełaskę. Skończyły się jej rządy we Francji. Królem zostaje młody delfin Ludwik, znany od tej chwili jako Ludwik XVI.

## Powieściowe kalendarium
| data              | wydarzenie powieściowe                                                  |
| ----------------- | ----------------------------------------------------------------------- |
| 6 maja 1770       | spotkanie iluminatów z Balsamem na Górze Grzmotów w pobliżu Wormacji    |
| 14 maja 1770      | przybycie Balsama w wyniku burzy do Taverney                            |
| 15 maja 1770      | wizyta Marii Antoniny i jej świty w Taverney                            |
| 20 maja 1770      | prezentacja hrabiny du Barry u dworu                                    |
| 21 maja 1770      | powitanie Marii Antoniny w Compiègne                                    |
| 27 maja 1770      | ślub delfina Ludwika i Marii Antoniny                                   |
| 30 maja 1770      | tragedia na placu Ludwika XV                                            |
| 10 czerwca 1770   | wycieczka pana Jussieu, Rousseau'a i Gilberta do pawilonu pani du Barry |
| 15 września 1771  | wizyta Balsama i Marata w szpitalu Hôtel Dieu                           |
| marzec 1772       | gwałt na Andrei, śmierć Lorenzy i Altotasa                              |
| 29 listopada 1772 | narodziny syna Gilberta i Andrei, Sebastiana                            |
| 15 grudnia 1772   | zaokrętowanie Gilberta na pokładzie statku "Adonis"                     |
| 23 grudnia 1772   | wypłynięcie "Adonisa" z Hawru                                           |
| początek 1773     | spotkanie Filipa i Gilberta na Azorach                                  |
| 9 maja 1774       | śmierć Ludwika XV                                                       |

## Analiza
Józef Balsamo to żywa, intrygująca opowieść o skomplikowanej fabule, której autor dał pierwszeństwo przed historią. Narrator przechodzi od przygód jednej postaci do drugiej dzięki genialnemu splątaniu ich historii. Balsamo jest niewątpliwie jednym z najlepszych tytułów w całej serii. Znaczącą rolę w konstrukcji powieści odgrywa bliski Dumasowi fatalizm. Fabuła powieści jest poprzetykana mrocznymi zapowiedziami przyszłych katastrofː upadku rządu, afery naszyjnikowej, rewolucji, śmierci rodziny królewskiej, upadku arystokracji. Nawet Balsamo - miecz sprawiedliwości - nie potrafi się wywikłać z fatalnych zapętleń swego losu. Monarchia nieuchronnie chyli się ku upadkowi, przeniknięta działalnością tajnych stowarzyszeń. Niewinność jest bezsilna wobec nieustępliwego losu.
Bohaterowie powieści należą do trzech kręgówː dworskiego (rodzina królewska, klan du Barry'ch, Richelieu, Taverneyowie), stanu trzeciego (Gilbert, Nicole, Rousseau, Marat) i kręgu Balsama (Balsamo, jego żona, Altotas, wolnomularze). Autor nie unika charakterystycznych dla siebie klisz. Król jest słaby, złośliwy i wyuzdany, delfin świata nie widzi poza swoimi zegarami i warsztatem stolarskim, Maria Antonina jest szlachetna i wrażliwa. Temat okultyzmu ma w powieści dwa oblicza. Pierwsze wiąże się z działalnością sekretnych stowarzyszeń przenikających wszystkie warstwy społeczeństwa i zapewniających głównemu bohaterowi nieograniczone środki finansowe. Drugi łączy się z eksperymentami Altotasa i magnetycznymi zdolnościami Balsama. Swoją koncepcję magnetyzmu oparł pisarz na teoriach Franza Antona Mesmera, który twierdził, że odkrył zwierzęcy magnetyzm i posługiwał się hipnozą w leczeniu chorych. W kolejnych tomach serii ten aspekt osobowości Balsama ulegnie znacznemu osłabieniu.
W tym tomie Balsamo jawi się jako człowiek z krwi i kościː udręczony związkiem z kobietą, która kocha go i nienawidzi, zrozpaczony po jej śmierci, ulegający impulsom. W kolejnych tomach serii staje się przede wszystkim sprężyną upadku monarchii, a jego ludzkie cechy bledną. Dumas ogranicza też jego rolę. W następnych powieściach, czyni go niepokojącym cieniem przywódcy iluminatów, stojącym za wielkimi kryzysami politycznymi.
W szczególny sposób kreśli też autor postać drugiego ważnego bohatera powieści, będącego spiritus movens akcji romansowej, zarazem bohatera i antybohatera. Gilbert jest bowiem jednocześnie pracowity, nieprzekupny, prawy, odważny w obliczu niebezpieczeństwa, ale też mroczny, a nawet złowieszczy, okrutny, mściwy, pyszny. Jeśli nawet na pierwszy rzut oka budzi sympatię czytelnika, jego zbrodnia pozbawia go jej i chociaż ostatecznie wyrasta na bohatera pozytywnego, grzech młodości trwale go naznacza.